# Мастикаш Іван Олексійович
Іва́н Олексі́йович Масти́каш (12 серпня 1944, Березине, Одеська область — 05 червня 2016, Житомир) — український військовий хімік, полковник, учасник ліквідації наслідків Чорнобильської катастрофи у 1986 році

## Життєпис
Народився під час Другої світової війни у селянській родині (батько воював на передовій, а мати утримувала багатодітну сім'ю), рано залишився без батька, який помер через декілька місяців після повернення з фронту. Дитинство пройшло в голодні повоєнні роки. У 1967 році закінчив Саратовське вище військове училище хімічного захисту.  6 серпня 1967 року одружився з Галиною Іванівною (до шлюбу Пейзак). 
Військова кар'єра офіцера Івана Мастикаша почалася на Далекому Сході, коли він прийняв бойове хрещення у військовому конфлікті СРСР з Китаєм у 1969 році, де проходив службу безпосередньо під командуванням полковника Язова Дмитра Тимофійовича, майбутнього Маршала Радянського Союзу і Міністра оборони СРСР, за РХБЗ безпеку якого (під час радянсько-китайського військового конфлікту) Мастикаш І. О. ніс особисту відповідальність.
Командир кращої хімічної роти в Групі радянських військ у Німеччині за результатами змагань на хімзборах біля м.Пазевальк,НДР(1973).
23-тя танкова дивізія, в якій проходив службу начальником хімічних військ, була визнана кращою дивізією сухопутних військ СРСР (1979).
З 1 червня 1986 р. по 1 листопада 1986 р. у складі військової частини № 33623 перебував у зоні відчуження на посаді Начальника по вимірюванню радіоактивного зараження на ЧАЕС, з яких з 21.06.1986р по 15.07.1986 р. виконував обов'язки військової служби по ліквідації наслідків аварії на ЧАЕС безпосередньо в промзоні ЧАЕС (біля зруйнованого IV енергоблоку), вів повітряну радіаційну розвідку, налітав 300 годин на турбогвинтовій авіації, вніс значний внесок у зменшення шкоди здоров'ю мільйонів українців.
Після ліквідації наслідків аварії на ЧАЕС служив на посадах: Начальника хімічних складів Далекосхідного військового округу — командира військової частини № 42738, Начальника штабу цивільної оборони УПО Житомирської області. Після розпаду СРСР прийняв присягу на вірність народу України. Перед виходом на пенсію працював на посаді Помічника начальника з радіаційного та хімічного захисту населення Управління МНС Житомирської ОДА. Категорія І, Інвалід війни першої групи. Після ліквідації наслідків Чорнобильської катастрофи хворів, помер внаслідок захворювання, пов'язаного з виконанням обов'язків військової служби по ліквідації наслідків аварії на ЧАЕС, похований на Софійському кладовищі в місті Києві.

## Спадок
Іван Мастикаш залишив по собі мемуари.
Станом на весну 2019 року, вони готуються до друку у видавництві «Просвіта».

## Нагороди та вшанування
Нагороджений: Грамотами Начальника оперативної групи Прикарпатського військового округу та Командувача Восьмої танкової армії, Почесною грамотою та Подякою МНС України, Подякою та Почесними грамотами Управління з питань надзвичайних ситуацій та у справах захисту населення від наслідків Чорнобильської катастрофи Житомирської ОДА, нагрудним знаком «Учасник ліквідації наслідків аварії на ЧАЕС».
Внесений до «Книги Пам'яті України. Чорнобильська трагедія. Житомирська область»(ISBN 978-966-655-837-7).
Внесений до «Книги пам'яті учасників ліквідації наслідків аварії на Чорнобильській АЕС» Національного музею «Чорнобиль».
На виконання рішення Житомирської ОДА прізвище Мастикаша І. О. викарбувано на пам'ятнику «Чорна біль» загиблим учасникам Чорнобильської катастрофи у місті Житомирі.

## Галерея

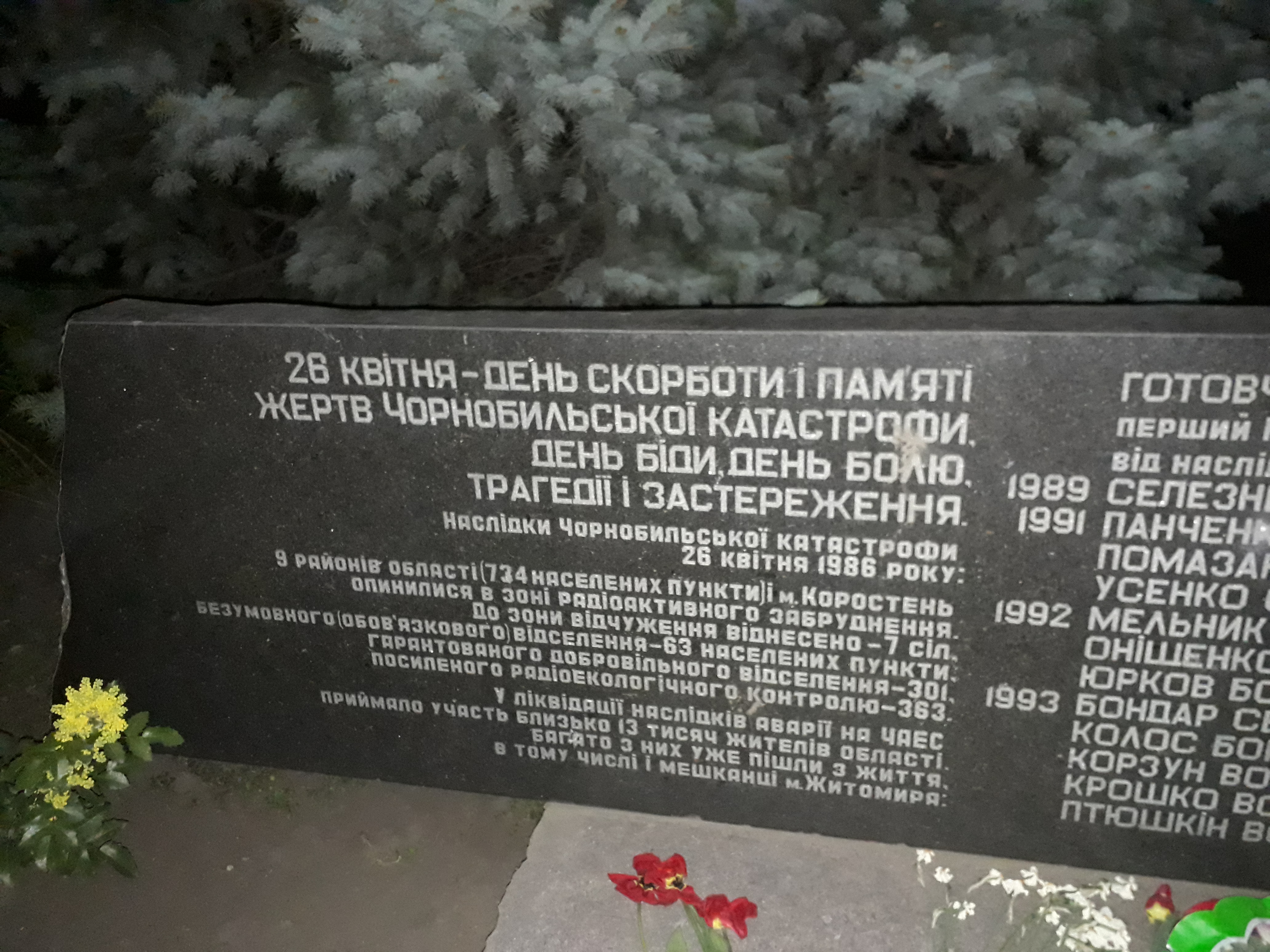
фрагмент перша стела пам'ятника "Чорна біль"
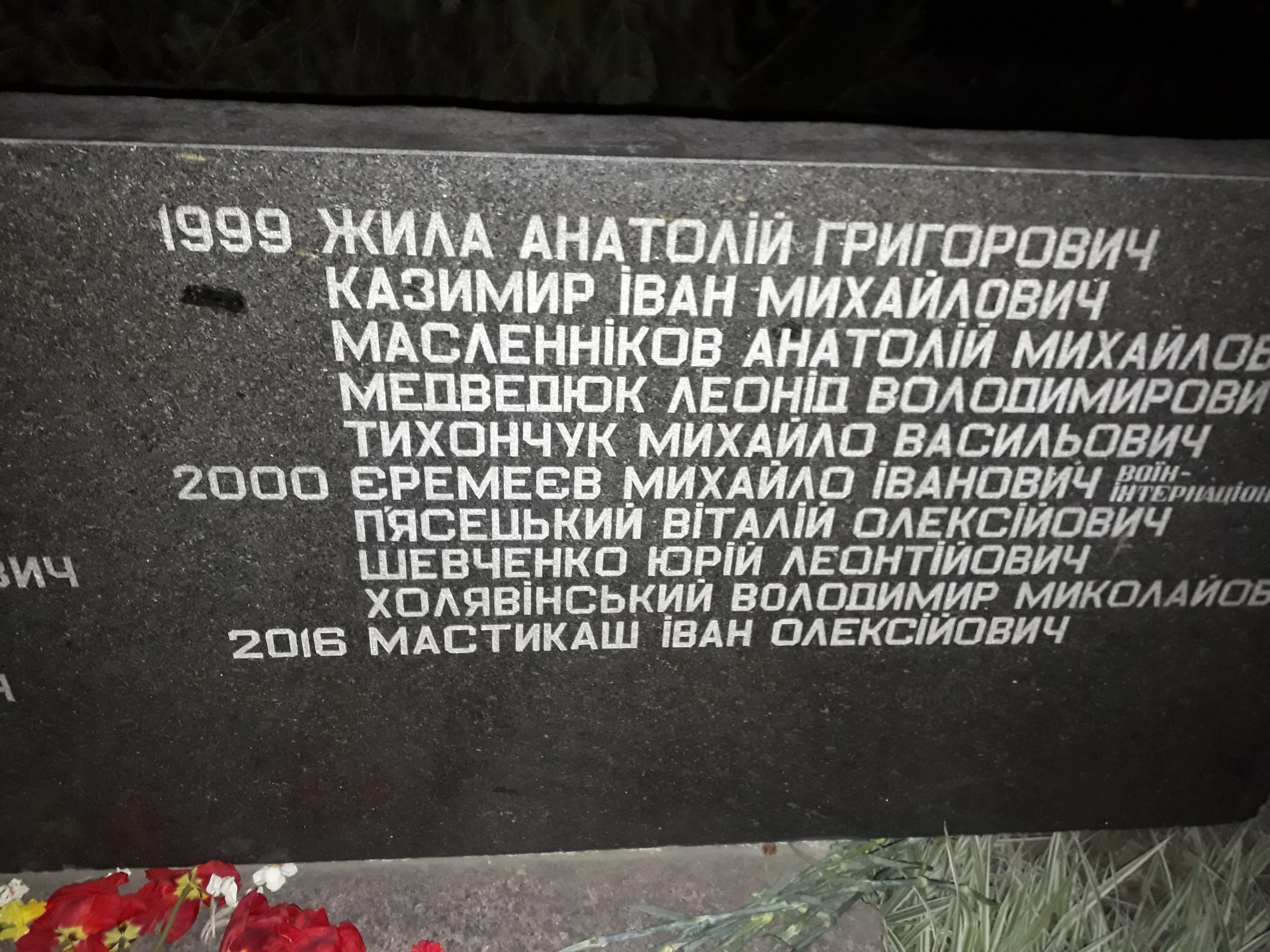
фрагмент стели пам'ятника "Чорна біль" з ПІБ  МАСТИКАША ІВАНА ОЛЕКСІЙОВИЧА в м.Житомирі
пам'ятник "Чорна біль" в місті Житомирі